# Chuba Hubbard
Chuba Robert-Shamar Hubbard (Edmonton, Alberta, 11 de junio de 1999) más conocido como Chuba Hubbard, es un jugador profesional canadiense de fútbol americano que se desempeña en la posición de running back en Carolina Panthers, equipo de la National Football League (NFL).

## Carrera
Fue seleccionado en la cuarta ronda en la Reunión Anual de Selección de Jugadores de la NFL de 2021. Hizo su debut profesional con el equipo Carolina Panthers, donde lleva jugando tres temporadas.